# Козлов, Григорий Алексеевич
Григорий Алексеевич Козлов (1921—2003) — советский военнослужащий. В Рабоче-крестьянской Красной Армии служил с сентября 1940 года по октябрь 1945 года. Участник Великой Отечественной войны. Полный кавалер ордена Славы. Воинское звание — старшина.

## Биография

### До призыва на военную службу
Григорий Алексеевич Козлов родился 21 марта 1921 года в деревне Большая Псинка Обоянского уезда Курской губернии РСФСР (ныне село Ракитинка Пристенского района Курской области Российской Федерации) в крестьянской семье. Русский. Окончил 7 классов неполной средней школы в 1936 году. До призыва на военную службу работал токарем Кривцовской машинно-тракторной станции.

### На фронтах Великой Отечественной войны
В ряды Рабоче-крестьянской Красной Армии Г. А. Козлов был призван Кривцовским районным военкоматом Курской области в сентябре 1940 года. Срочную службу нёс в Бессарабии в 81-м гаубичном артиллерийском полку 74-й стрелковой дивизии. В боях с немецко-фашистскими захватчиками и их румынскими союзниками ефрейтор Г. А. Козлов с первых дней войны на Южном фронте в должности наводчика артиллерийского орудия. Боевое крещение принял на реке Прут. В течение нескольких дней частям дивизии удавалось сдерживать натиск врага на границе, но в связи со сложным положением на других участках советско-германского фронта им пришлось отступать к Днестру. В июле-августе 1941 года Григорий Алексеевич принимал участие в Тираспольско-Мелитопольской оборонительной операции. В одном из боёв он заменил выбывшего из строя командира орудия. В это же время в его расчёт был включён красноармеец К. Г. Белоус, с которым они вместе прошли немало фронтовых дорог.
6 августа 1941 года противник предпринял мощное наступление на левый фланг Южного фронта и, прорвав оборону 9-й армии, создал угрозу выхода в тыл советских войск. В сложившейся ситуации командование фронта приняло решение об отводе своих сил за Южный Буг. Расчёт ефрейтора Г. А. Козлова до последнего прикрывал переправу у села Трихаты и отходил за реку одним из последних. В результате артиллеристы попали в окружение под Николаевом, но смогли вырваться из котла. В дальнейшем Григорий Алексеевич со своими бойцами сражался на Днепре, затем участвовал в Донбасской оборонительной операции. В январе 1942 года 81-й гаубичный артиллерийский полк был переброшен на Брянский фронт, но несколько его расчётов, в том числе и расчёт ефрейтора Г. А. Козлова, были оставлены в распоряжении 109-го стрелкового полка. После поражения войск Юго-Западного фронта в сражении под Харьковом в мае 1942 года соединения Южного фронта начали отходить за Дон, а затем на Северный Кавказ. В августе 1942 года Григорий Алексеевич участвовал в обороне Армавира, а после форсирования немецкими войсками Кубани с боями отступал к Пятигорску. Здесь остатки 109-го стрелкового полка влились в состав 295-й стрелковой дивизии 37-й армии Закавказского фронта. Расчёт сержанта Козлова был зачислен в 593-й артиллерийский полк.
До конца 1942 года артиллеристы подполковника М. Н. Попова стойко удерживали оборонительные позиции под Нальчиком. С началом контрнаступления советских войск на Северном Кавказе они в рамках Краснодарской операции оказывали артиллерийскую поддержку своей пехоте в боях за Пятигорск, Черкесск и Армавир и обеспечили её выход к немецкой оборонительной линии «Готенкопф» на Таманском полуострове. В марте-апреле 1944 года советские войска пытались прорвать сильно укреплённую и глубоко эшелонированную оборону противника. 593-й артиллерийский полк в этот период находился на самых ответственных участках сражения и в тяжёлых условиях бездорожья, весенней распутицы и ограниченности боезапаса не только наносил большой урон противнику в живой силе и технике, но и активно пополнял свою материальную часть трофейными орудиями, тягачами и автомашинами. Только за апрель 1943 года батареями полка при минимальном расходе боеприпасов было уничтожено 11 пулемётов, 3 миномёта, 27 автомашин и 19 подвод с грузами и 286 солдат и офицеров противника, разрушено 15 укреплённых блиндажей и ДЗОТов, 4 наблюдательных пункта противника. Расчёт старшего сержанта Г. А. Козлова особенно отличился в боях за станицу Славянская и хутор Новотроицкий Краснодарского края. В период с 15 по 22 апреля 1943 года орудием Козлова были уничтожены противотанковая пушка, миномётный расчёт и два наблюдательных пункта противника. В районе платформы № 17 расчёт Григорий Алексеевича разрушил вражеский ДЗОТ, чем нарушил огневую систему врага и дал возможность своей пехоте ворваться на позиции немцев и выбить их из укреплённых блиндажей.
В мае-июне 1943 года 593-й артиллерийский полк вёл бои в районе станицы Крымской и хутора Плавненский, где вновь нанёс противнику существенный урон. Затем 295-я стрелковая дивизия была передана в состав 58-й армии и до середины августа 1943 года несла охрану побережья Азовского моря к северу от Темрюка. К началу сентября она была переброшена на Южный фронт, где в составе 2-й гвардейской армии начала подготовку к наступательным операциям в Донбассе и нижнем Поднепровье.

### Освобождение Украины и Молдавии
Осенью 1943 года войска Южного (с 20 октября — 4-го Украинского) фронта провели успешные наступательные операции на левобережье Украины. В рамках Донбасской и Мелитопольской операций старший сержант Г. А. Козлов в составе своего полка освобождал Донбасс и Северную Таврию. До конца февраля 1944 года 295-я стрелковая дивизия держала оборону на левом берегу Днепра в районе города Цюрупинска, прямо напротив Херсона. 12 марта в ходе Березнеговато-Снигирёвской операции дивизия полковника А. П. Дорофеева под шквальным огнём противника приступила к форсированию Днепра. Прикрывая переправу своей пехоты, старший сержант Козлов смело выдвинул своё орудие на открытую позицию и точными выстрелами по укреплениям врага уничтожил 3 станковых пулемёта и разрушил блиндаж с засевшими в нём немецкими солдатами, чем обеспечил успех штурмовых батальонов. Овладев Антоновкой и Киндийкой, 1040-й и 1042-й стрелковые полки развили наступление на Херсон и к полудню 13 марта совместно с частями 49-й гвардейской стрелковой дивизии освободили город.
После освобождения Херсона войска 28-й армии продолжили наступление в направлении Николаева. Ожесточённые бои развернулись 19-22 марта за его пригороды Богоявленск и Балабановку. Отражая многочисленные контратаки противника, расчёт старшего сержанта Г. А. Козлова истребил свыше 60 солдат и офицеров вермахта и содействовал своей пехоте в овладении важным опорным пунктом немцев на подступах к Николаеву — селом Богоявленск. 28 марта уже в рамках Одесской операции промышленный и административный центр Николаевской области был освобождён. В ходе дальнейшего наступления на одесском направлении Григорий Алексеевич огнём своего орудия неоднократно подавлял огневые средства противника, прокладывая путь своей пехоте. После освобождения Одессы части 5-й ударной армии, в том числе и 295-я стрелковая дивизия, были переброшены в Молдавию. 23 августа 1944 года, в рамках Ясско-Кишинёвской операции дивизия прорвала оборону врага в районе населённого пункта Спея, и развив стремительное наступление общим направлением на Кишинёв и далее на Котовск, приняла участие в окружении и ликвидации кишинёвской группировки противника. 26 августа в районе южнее молдавского села Мерешены, где держала оборону 6-я батарея 819-го артиллерийского полка, немцы предпринял отчаянную попытку вырваться из кольца. До полка вражеской пехоты и до 7 эскадронов конницы яростно атаковали позиции 1040-го стрелкового полка. Проявив смелость и отвагу, старший сержант Г. А. Козлов выдвинул своё орудие на прямую наводку и в упор начал расстреливать живую силу и технику врага. В ходе ожесточённого боя его расчёт подбил 1 бронемашину, 4 транспортёра, 8 автомашин и истребил до 110 солдат и офицеров вермахта. Своими героическими действиями артиллеристы во многом способствовали отражению натиска неприятеля. За доблесть и мужество, проявленные в бою, приказом от 7 сентября 1944 года Григорий Алексеевич был награждён орденом Славы 3-й степени (№ 66287).

### На Висле и Одере
В начале сентября 1944 года 295-я стрелковая дивизия в составе 5-й ударной армии была выведена в резерв Ставки Верховного Главнокомандования, а в октябре того же года вошла в состав 1-го Белорусского фронта. В первые дни Висло-Одерской операции она составляла оперативный резерв 5-й ударной армии, поэтому 819-й артиллерийский полк был временно придан 60-й гвардейской стрелковой дивизии. 14 января 1945 года при прорыве вражеской обороны на Магнушевском плацдарме в районе населённого пункта Буды Августовские (Budy Augustowskie) старший сержант Г. А. Козлов, выдвинув орудие на прямую наводку, уничтожил 3 пулемётные точки врага, разрушил ДЗОТ и истребил до 30 немецких солдат. «Умелой и организованной работой своего расчёта» он дал возможность своей пехоте стремительно ворваться в первую линию укреплений неприятеля. В ходе дальнейшего наступления в глубине вражеской обороны Григорий Алексеевич умело действовал в артиллерийском наступлении, неоднократно отражая контратаки немцев и ликвидируя их узлы сопротивления, чем способствовал выходу гвардейцев генерал-майора В. П. Соколова на рубеж реки Пилицы. За образцовое выполнение боевого задания командования при прорыве глубоко эшелонированной и сильно укреплённой обороны противника на левом берегу реки Вислы приказом от 4 марта 1945 года старший сержант Г. А. Козлов был награждён орденом Славы 2-й степени (№ 15105).
Между тем 16 января 1945 года 295-я стрелковая дивизия была введена в бой с задачей развить успех 60-й гвардейской стрелковой дивизии. На всём пути дивизии к Одеру 819-й артиллерийский полк оказывал своей пехоте поддержку огнём и колёсами. 31 января передовые части Красной Армии достигли одерского рубежа, и сходу форсировав реку, захватили плацдармы на её левом берегу севернее и южнее Кюстрина. После ожесточённых боёв в феврале 1945 года эти плацдармы были прочно закреплены и перед командованием 5-й ударной и 8-й гвардейской армий была поставлена задача объединить их в один, а также взять Кюстрин — последний оплот немцев на правобережье Одера. Для штурма города-крепости были привлечены 295-я и 416-я стрелковые дивизии 32-го стрелкового корпуса генерала Д. С. Жеребина, усиленные 10 артиллерийскими полками, 50 установками гвардейских миномётов, одним тяжёлым танковым полком, одним инженерно-танковым полком, батальоном ранцевых огнемётов и инженерно-сапёрным штурмовым батальоном. Штурм города начался 7 марта 1945 года. После мощной артиллерийской подготовки стрелковые подразделения выбили противника из полевых укреплений и вышли на окраину Нейштадта. Здесь советским бойцам пришлось столкнуться с хорошо организованной огневой системой врага. Опираясь на старинные фортификационные сооружения и организовав дополнительно в подвалах каменных строений долговременные огневые точки, противник оказывал ожесточённое сопротивление. Артиллерийский огонь с закрытых огневых позиций по огневым средствам немцев оказался неэффективным, и командование корпуса приняло решение выдвинуть крупнокалиберные орудия на прямую наводку. В ночь на 8 марта старший сержант Г. А. Козлов под покровом темноты бесшумно выдвинул своё орудие напротив немецкого трёхамбразурного ДЗОТа, который накануне днём безуспешно пытались разрушить огнём артиллерии, танков и с воздуха. Как только начало светать и стали различимы контуры немецкого укрепления, артиллеристы открыли прицельный огонь. После седьмого прямого попадания в амбразуру ДЗОТ рухнул, и путь советской пехоте был открыт. В ходе уличных боёв в Кюстрине, находясь в боевых порядках стрелковых соединений, Григорий Алексеевич со своими бойцами ещё не раз под шквальным огнём противника выдвигался на открытую позицию и огнём прямой наводкой уничтожал огневые точки немцев, разрушал укрепления, ликвидировал узлы сопротивления и засады фаустников. В течение 8-9 марта его орудием было разрушило ещё 2 ДЗОТа, выведено из строя 7 пулемётов и истреблено свыше 60 солдат и офицеров вермахта. Своими умелыми действиями расчёт старшего сержанта Козлова способствовал овладению стрелковым подразделениям Нойштадтом и их выходу на рубеж реки Варты. 9 марта, прикрывая огнём своей 122-миллиметровой гаубицы переправу пехоты, Григорий Алексеевич был контужен, но остался в строю до полного выполнения боевой задачи. 12 марта 1945 года последние очаги сопротивления немцев в Кюстрине были подавлены, а 18 марта командир полка подполковник Н. Н. Жохов представил старшего сержанта Г. А. Козлова к ордену Славы 1-й степени. Высокая награда за номером 1199 была присвоена Григорию Алексеевичу указом Президиума Верховного Совета СССР от 31 мая 1945 года.

### На заключительном этапе войны
С объединённого плацдарма на западном берегу реки Одер, получившего название «Кюстринский», 14 апреля 1945 года ударная группировка 1-го Белорусского фронта перешла в решающее наступление на Берлин и 23 апреля завязала бои на юго-восточной окраине германской столицы. Расчёт старшего сержанта Г. А. Козлова в уличных боях в Берлине поддерживал артиллерийским огнём стрелковые соединения своей дивизии, наступавшей в составе 32-го стрелкового корпуса вдоль правого берега реки Шпрее в направлении Силезского вокзала. Прокладывая пехоте путь к центру города, Козлов со своими бойцами только за период с 27 по 30 апреля уничтожил 5 пулемётных точек, 8 расчётов с фаустпатронами и до 85 военнослужащих вермахта, разрушил три подвальных помещения с засевшими в них немецкими солдатами, чем способствовал выполнению боевой задачи. 30 апреля 1945 года Григорий Алексеевич был тяжело ранен. День Победы он встретил в госпитале.

### После войны
После окончания Великой Отечественной войны Г. А. Козлов оставался на военной службе до октября 1945 года. Демобилизовавшись в звании старшины, вернулся в родное село. До выхода на пенсию работал токарем в местном колхозе. Умер Григорий Алексеевич 11 октября 2003 года.

## Награды
- Орден Красного Знамени (04.06.1945)[16];
- орден Отечественной войны 1-й степени (06.04.1985)[18];
- орден Красной Звезды (17.04.1944)[10];
- орден Славы 1-й степени (31.05.1945)[15];
- орден Славы 2-й степени (04.03.1945)[12];
- орден Славы 3-й степени (07.09.1944)[11].
- Медали, в том числе:

медаль «За отвагу» (01.05.1943);
медаль «За оборону Кавказа»;
медаль «За победу над Германией в Великой Отечественной войне 1941-1945 гг.»;
медаль «За взятие Берлина».

## Память

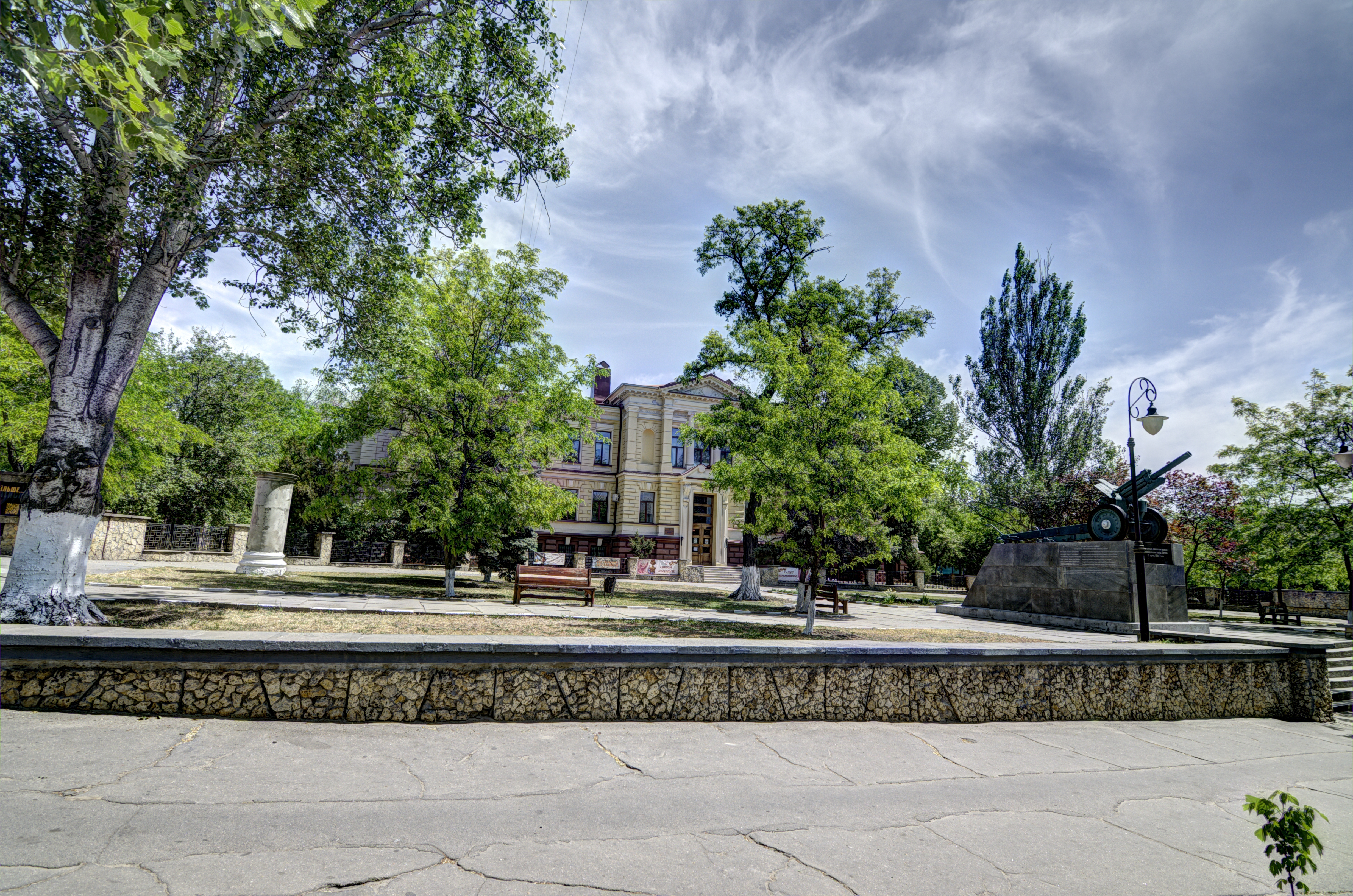
Гаубица старшего сержанта Г. А. Козлова на постаменте перед зданием краеведческого музея в Херсоне

Имя Г. А. Козлова увековечено на мемориале «Пушка-гаубица» у здания краеведческого музея в городе Херсоне.

## Гаубица Херсонская
В 1975 году на площади 13 Марта в городе Херсоне в ознаменование 30-летия Победы и 31-й годовщины освобождения города от немецко-фашистских захватчиков была установлена 122-миллиметровая гаубица М-30 с заводским номером 16647. Это орудие, прошедшее боевой путь от Нальчика до Берлина и непосредственно участвовавшее в освобождении Херсона, в 1970 году на бакинском арсенале случайно обнаружил его бывший наводчик, полный кавалер ордена Славы К. Г. Белоус. В составе расчёта этого орудия, кроме Григория Алексеевича и Кирилла Герасимовича, в своё время воевали кавалер орденов Славы II и III степени Н. Г. Бедненко, кавалеры ордена Славы III степени Ф. Д. Ростокин, П. Г. Павленко и И. А. Чернышов. Таким образом, Гаубица Херсонская «награждена», в общей сложности, 11 орденами Славы.

## Документы
- Общедоступный электронный банк документов «Подвиг Народа в Великой Отечественной войне 1941—1945 гг.» Дата обращения: 22 сентября 2014. Архивировано из оригинала 13 марта 2012 года. Номера в базе данных:

Орден Красного Знамени.
Орден Отечественной войны 1-й степени.
Орден Красной Звезды.
Представление к ордену Славы 1-й степени.
Указ Президиума Верховного Совета СССР от 31 мая 1945 года.;
Орден Славы 2-й степени.
Орден Славы 3-й степени.
Медаль «За отвагу».